# Peter Winch
Pour les articles homonymes, voir Winch (homonymie).
Peter Winch, né le 14 janvier 1926 à Londres et mort le 27 avril 1997 à Champaign en Illinois, est un philosophe britannique de l'école analytique anglophone.

## Travaux
Peter Winch appartient à la mouvance du second Wittgenstein, dont il a montré la relation avec le "point de vue religieux" (sans position confessionnelle) face au positivisme logique; il a notamment travaillé sur les fondements des sciences sociales et leur scientificité: The Idea of Social Science and its relation to Philosophy.
Comme le montre Raymond Aron dans ses leçons de collège de France sur l'Histoire de 1971 et 1972, Peter Winch rejoint dans un style wittgensteinien tardif (anti-positivisme-logique) les questionnements de la tradition "continentale" herméneutique et phénoménologique (allemande et française).
De 1965 à 1971, il est rédacteur en chef de la revue Analysis.

## Œuvre
- L'idée d'une science sociale et sa relation à la philosophie  (trad. de l'anglais), Paris, Gallimard  / Bibliothèque de philosophie, 2009, 236 p. (ISBN 978-2-07-011954-7)Édition originale : The Idea of a Social Science and its Relation to Philosophy (1958)
  - Understanding a Primitive Society, 1964, American Philosophical Quarterly I, p. 307–24
  - Studies in the Philosophy of Wittgenstein (ed), 1969
  - Ethics And Action, London 1972
  - Culture and Value, Ludwig Wittgenstein, Translated by Peter Winch, Oxford 1980
  - Simone Weil, the Just Balance, Cambridge 1989
  - Trying to Make Sense, Oxford 1987